# Кашеля
Кашеля (Кашаля; баш. Кәшәлә) — река в Башкортостане (Россия), правый приток Нугуша, протекает по Ишимбайскому и Мелеузовскому районам. Длина реки составляет 14 км.
Название реки происходит от баш. кәшәл — «карлик».
Начинается на восточном склоне горы Аккулян, течёт в южном направлении по берёзово-дубовому, осиново-дубовому и сосново-берёзовому лесу между хребтами Кашеля и Канчак. Устье реки находится в 106 км по правому берегу реки Нугуш на высоте 288 метров над уровнем моря.
Основные притоки: Сарпылы-Тамак (пр), Сарпылы (лв), Стагылайре (пр), Зиреклайры (пр), Зимзя (лв).

## Данные водного реестра
По данным государственного водного реестра России относится к Камскому бассейновому округу, водохозяйственный участок реки — Нугуш от истока до Нугушского гидроузла, речной подбассейн реки — Белая. Речной бассейн реки — Кама.
Код объекта в государственном водном реестре — 10010200312111100017927.